# Verfhout
Verfhout is een algemene term voor een aantal houtsoorten, waarvan, na geraspt te zijn, een aftreksel wordt gemaakt dat als kleurstof kan worden gebruikt.
Voorbeelden zijn:
- Roodhout of brazielhout (Paubrasilia echinata, syn. Guilandina echinata of Caesalpinia echinata)
- Blauwhout, provinciehout of campêchehout (Haematoxylon campechianum)
- Geelhout (Maclura tinctoria, syn. Chlorophora tinctoria)